# Toți copiii Domnului
Toți copiii Domnului este un film românesc din 2012 regizat de Adrian Popovici. Rolurile principale au fost interpretate de actorii Emergian Cazac, Rodica Oanță, Ina Surdu, Michael Ironside.

## Distribuție
Distribuția filmului este alcătuită din:
- Emergian Cazac — Păvălaș
- Paolo Seganti⁠(en)[traduceți]
- Lilia Bejan — Servitoarea
- Anatol Durbală — Feghea
- Rodica Oanță
- Michael Ironside — Peter
- Jhoni Alici — Barmanul
- Ion Beregoi — Gicu
- Alina Țurcanu — Alina
- Vas Blackwood⁠(en)[traduceți]
- Ina Surdu

## Primire
Filmul a fost vizionat de 1.889 de spectatori în cinematografele din România, după cum atestă o situație a numărului de spectatori înregistrat de filmele românești de la data premierei și până la data de 31 decembrie 2014 alcătuită de Centrul Național al Cinematografiei.